# Clinospermatinae
Sous-tribu
Classification APG IV (2016)
Genres de rang inférieur
- Cyphokentia
- Clinosperma

Les Clinospermatinae sont une sous-tribu de plantes, originaire de Nouvelle-Calédonie, de la famille des Arecaceae .

## Classification
- Sous-famille des Arecoideae
  - Tribu des Areceae
    - Sous-tribu des Clinospermatinae

Genres :
- Cyphokentia
- Clinosperma